# Piazza Magione

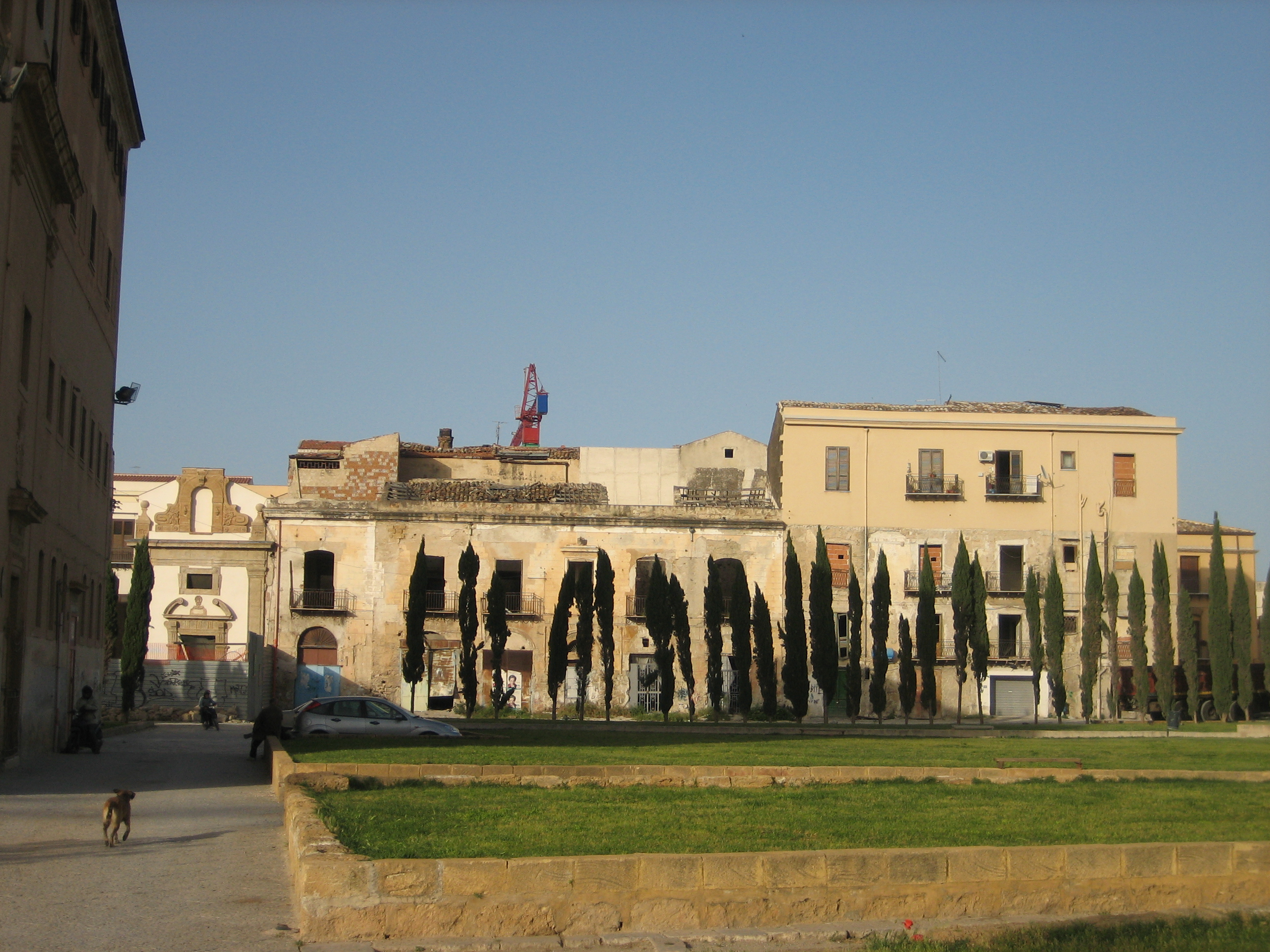
Piazza Magione in Palermo

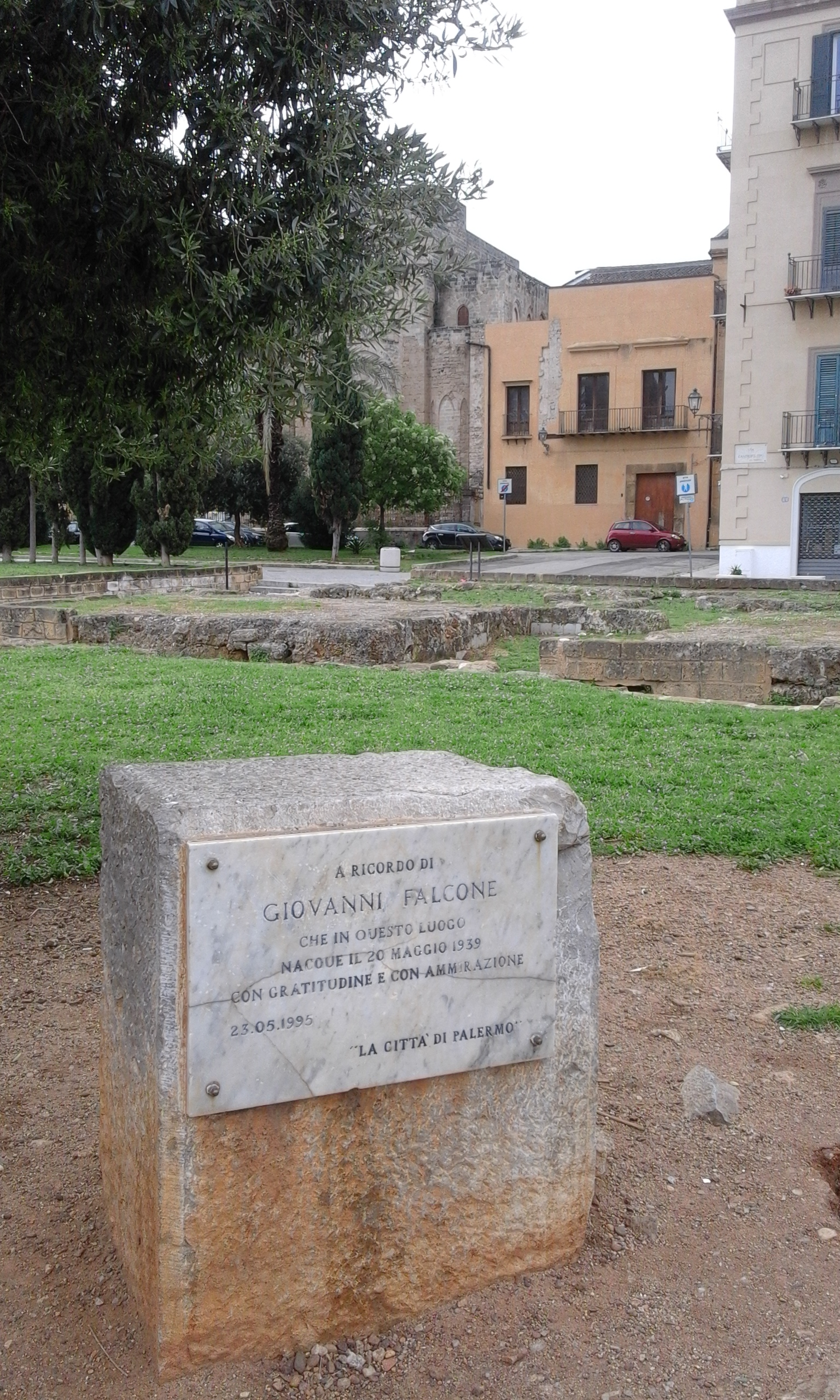
Denkstein für Giovanni Falcone auf der Piazza Magione

Die Piazza Magione ist ein Platz im historischen Kalsa-Viertel in Palermo. Der quadratische Platz ist benannt nach der anliegenden Kirche Santissima Trinità della Magione aus dem Jahr 1197.

## Lage und Daten
Der Platz wird von folgenden Straßen und Plätzen flankiert: Via Castrofilippo, Via Francesco Riso, Via dello Spasimo, Piazza St. Euno. Angrenzend befindet sich die Kirche Santa Maria dello Spasimo. In der Mitte steht das Gebäude des Konvents Santa Maria della Sapienza aus dem Jahr 1740, der sich besonders um die Bildung armer Frauen kümmerte. Ebenfalls angrenzend, an der Via Castrofillipo, befindet sich das Teatro Garibaldi.

## Geschichte
Die Piazza Magione war früher ein Wohnviertel, das während des Zweiten Weltkrieges 1943 von Bomben vollständig zerstört wurde. Ab 1960 trug man die Häuser bis auf ihre Grundmauern ab, die man noch deutlich erkennen kann. Ausgrabungen unterhalb der Häuser aus dem 19. Jh. brachten fatimidische Strukturen zutage, die man im Zusammenhang mit dem arabischen Schloss Al Halisah bringt, nach dem das Stadtviertel Kalsa benannt wurde.

## Giovanni Falcone
Schräg gegenüber der Kirche Magione, auf der Höhe der Via Castrofilippo 1, befand sich das Haus des Juristen und Cosa-Nostra-Gegners Giovanni Falcone, und es finden dort noch heute Versammlungen in Gedenken an das Attentat vom 23. Mai 1992 statt, bei dem er ums Leben kam. An der Stelle seiner Wohnstätte erinnert ein Denkstein an den berühmten Juristen.